# Prusko-Litewska Partia Ludowa
Prusko-Litewska Partia Ludowa (lit. Prūsų Lietuvos Tautos Partija, PLTP) - partia powstała w 1929 roku w Prusach Wschodnich, skupiająca Litwinów i broniąca ich praw narodowych. 
Ugrupowanie powołano do życia 17 listopada 1929 roku w Tylży. Obok Zjednoczenia Litwinów w Niemczech miało stać na straży respektowania prawa pruskich Litwinów do zachowania języka, kultury i obyczajów, a także reprezentacji w organach politycznych i samorządowych Prus. W 1930 roku partia liczyła 285 członków, później liczba wzrosła do ok. 1,9 tys. W wyborach do pruskiego landtagu z 24 kwietnia 1932 roku PLTP zblokowała się z Polską Partią Ludową - oba ugrupowania zdobyły 363 głosy w Prusach Wschodnich, jednak na tereny litewskie przypadły jedynie 83 głosy w rejencji gąbińskiej (w tym 22 w Tylży) oraz większość z 41 głosów oddanych w rejencji królewieckiej.